# Courtney Babcock-Key
Courtney Babcock-Key, född 30 juni 1972, är en friidrottare från Kanada. Hon deltog vid olympiska sommarspelen 2004.